# Tribunal Administrativo e Fiscal de Beja
O Tribunal Administrativo e Fiscal de Beja é um tribunal português, sediado em Beja, pertencente à jurisdição administrativa e tributária.   
Este tribunal tem jurisdição sobre os seguintes municípios:
- Do distrito de Beja (todos):
  - Beja (sede)
  - Aljustrel
  - Alvito
  - Barrancos
  - Castro Verde
  - Cuba
  - Ferreira do Alentejo
  - Odemira
  - Ourique
  - Mértola
  - Moura
  - Serpa
  - Vidigueira
- Do distrito de Évora (todos):
  - Alandroal
  - Arraiolos
  - Borba
  - Estremoz
  - Évora
  - Montemor-o-Novo
  - Mourão
  - Portel
  - Redondo
  - Reguengos de Monsaraz
  - Vendas Novas
  - Viana do Alentejo
  - Vila Viçosa
- Do distrito de Setúbal: 
  - Alcácer do Sal
  - Grândola
  - Santiago do Cacém
  - Sines

O Tribunal Administrativo e Fiscal de Beja está integrado na área de jurisdição do Tribunal Central Administrativo Sul.